# Mehdi Amirabadi
Mehdi Amirabadi (in persiano: مهدی امیرآبادی; Teheran, 22 febbraio 1979) è un ex calciatore iraniano, di ruolo difensore.

## Carriera

### Club
Ha sempre giocato nel campionato iraniano, che ha vinto 2 volte.

### Nazionale
Con la maglia della Nazionale ha collezionato 20 presenze tra il 2000 e il 2005.

## Palmarès

### Club
- Campionato iraniano: 2

Esteghlal: 2005-2006, 2008-2009
- Coppa d'Iran: 2

Esteghlal: 2007-2008, 2011-2012

### Nazionale
- Giochi asiatici: 1

2002